# Patrice Zéré
Patrice Zéré (Issia, 20 dicembre 1970) è un ex calciatore ivoriano, di ruolo difensore.

## Carriera

### Club
Ha giocato nel campionato ivoriano, belga, e francese.

### Nazionale
Con la maglia della Nazionale ha partecipato alla Coppa d'Africa nel 1998 e nel 2000.